# Alidi

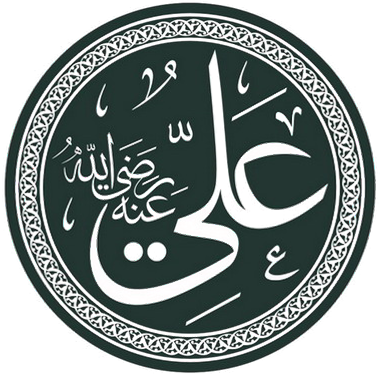
Calligrafia di Alì.

Col termine Alidi si indicano i devoti seguaci della causa del quarto califfo musulmano, ʿAlī ibn Abī Ṭālib e dei suoi successori.
La convinzione che l'istituto califfale dovesse essere retto dalla famiglia del Profeta, privilegiò Ali, che di Muhammad era cugino, quasi figlio adottivo, fratello d'adozione (in base alla cerimonia della mu'akhkhat, sottoscritta col cugino dopo l'Egira, a Medina) e infine genero, avendone sposato la figlia Fatima, con cui generò al-Hasan ibn Ali e al-Husayn ibn Ali.
L'alidismo si trasformò in Sciismo quando ne furono gettate le basi teoriche, teologiche e giuridiche, grazie all'azione di vari pensatori alidi, fra cui spiccano al-Tusi, al-Hilli e al-Qulayni.